# Wantilan

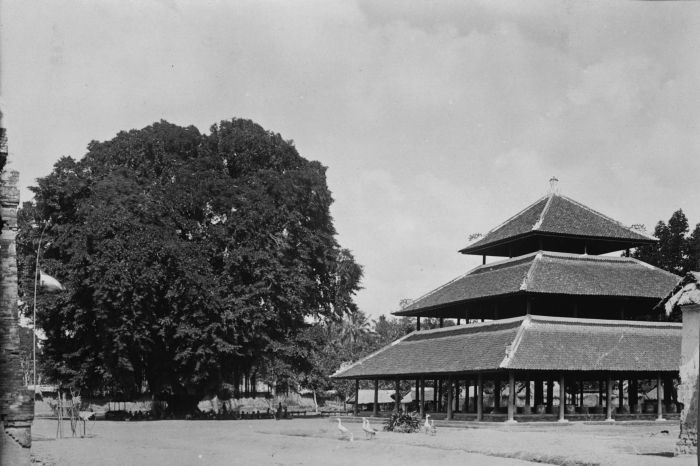
Un wantilan

Un wantilan est, à Bali en Indonésie, un grand pavillon ouvert, de plan rectangulaire, consistant en une superposition de toits, en général au nombre de trois, soutenue par une structure reposant sur une ou plusieurs rangées de colonnes.